# Comandante Hamilton
José Hamilton Alves da Rocha, conhecido como Comandante Hamilton (São Francisco, 24 de julho de 1956), é um jornalista e piloto de helicóptero brasileiro. É pioneiro na cobertura de eventos jornalísticos por helicóptero para a televisão. Inicialmente, prestava serviço de filmagens para as emissoras. Depois, passou a aparecer em vídeo, estando presente em coberturas jornalísticas a bordo de seu helicóptero.
Ganhou fama pelas participações no programa Domingo Legal, no SBT. Também apareceu em coberturas para os programas Cidade Alerta, da Record, e Brasil Urgente, da Band. Desde 2023, voltou a participar do jornalismo do SBT.

## Biografia
Filho único de pais humildes, Hamilton chegou a São Paulo aos 10 anos de idade. No início dos anos 1980 passou a se interessar por aviação e viajou para a Flórida, nos Estados Unidos, numa oportunidade de trabalho que pagava suas horas de voo. Na época, ajudava um piloto a vender peças de avião e, assim, comprava horas de voo. Conseguiu o brevê de helicóptero e conheceu o jornalismo aéreo.
Ao voltar para o Brasil, em 1986, passou a fazer voos panorâmicos e filmagens para emissoras de televisão. Fez filmagens para a Globo e Record, em trabalhos desprovidos de recursos. Voava acompanhado de um cameraman, gravando no sistema U-Matic. Com a evolução de seu trabalho, passou a voar com câmeras acopladas no helicóptero.

## Carreira
Fez filmagens para o Aqui Agora, do SBT. Em 1993, estreou no programa Domingo Legal. Ele aparecia no quadro "Paraquedas do Gugu", onde soltava brindes nas praias durante o verão. Com Gugu, passou a aparecer com frequência nas coberturas jornalísticas do programa, como no acidente que vitimou a banda Mamonas Assassinas, em 1996, ou nas rebeliões dos presídios de São Paulo. Também apareceu em programas como Mulher de Hoje, da Manchete; Flash, da Bandeirantes; e Mulheres, da Gazeta. Em 2001, foi apresentador de seu próprio programa: o Viva Ação, na RedeTV!, onde abordou assuntos como ecologia e turismo.
Seguiu sua carreira como piloto-jornalista em emissoras como SBT, Rede Bandeirantes, RedeTV! e Record. Trabalhou com diversas personalidades, entre elas, Gugu Liberato, José Luiz Datena, Marcelo Rezende e Luiz Bacci. Por passar informações ao vivo e pilotar seu helicóptero ao mesmo tempo, acabou sendo alvo do sindicato dos jornalistas, que quis tirá-lo do ar caso continuasse trabalhando como piloto e repórter. O jornalista Flávio Ricco criticou ao menos três vezes em suas colunas o fato de Hamilton desempenhar funções jornalísticas, mesmo sem qualificação. Hamilton afirmou que posteriormente prestou faculdade de jornalismo entre 2002 e 2005 para manter credibilidade ao serviço prestado às emissoras de televisão. Passou a ser dono da Helicóptero Digital, empresa criada por Hamilton para fazer filmagens com fins publicitários e particulares, além das reportagens para emissoras de televisão.
Chegou a prestar serviço para três emissoras diferentes ao mesmo tempo. Em uma entrevista, Hamilton afirmou que uma vez trocou os nomes dos apresentadores para qual se comunicava.

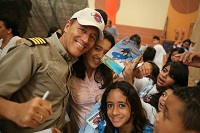
Comandante Hamilton em visita.

Até 2011, aparecia no programa Brasil Urgente, de José Luiz Datena, na Rede Bandeirantes. Em sua passagem na Bandeirantes, ainda podia prestar serviço para outras emissoras, desde que não aparecesse em vídeo. Em 23 de maio de 2011, foi contratado pela Record para participar dos telejornais da emissora por três anos, com mais frequência no Cidade Alerta.
Em 28 de abril de 2022, o Comandante Hamilton anunciou através de suas redes sociais, que estava deixando a RecordTV, após 11 anos como contratado da emissora. Retomou a parceria com a Bandeirantes, voltando a aparecer no programa de Datena.
Em 5 de abril de 2023, o Comandante Hamilton assinou contrato com o SBT, retornando após 20 anos. Hamilton estreou no dia 10, integrando a equipe do Primeiro Impacto, telejornal comandado por Dudu Camargo, Darlisson Dutra e Marcão do Povo nas manhãs da emissora.
Em 18 de Março de 2024, no SBT, passou a fazer reportagens em seu helicóptero para o programa Tá na Hora, apresentado por  Christina Rocha e Marcão do Povo um programa de telejornal Brasileiro comparado com o extinto Aqui Agora.